# D.J. Turner (giocatore di football americano 2000)
JuanDrago Turner II, detto D.J. (Suwanee, 9 novembre 2000), è un giocatore di football americano statunitense che milita nel ruolo di cornerback per i Cincinnati Bengals della National Football League (NFL).

## Carriera

### Cincinnati Bengals
Al college Turner giocò a football a Michigan. Fu scelto nel corso del secondo giro (60º assoluto) del Draft NFL 2023 dai Cincinnati Bengals. Debuttò come professionista subentrando nella gara del primo turno persa contro i Cleveland Browns mettendo a segno 2 tackle. La sua prima stagione si chiuse con 50 placcaggi, un sack, 7 passaggi deviati e un fumble recuperato disputando tutte le 17 partite, di cui 12 come titolare.